# デボラの甘い肉体
『デボラの甘い肉体』（デボラのあまいにくたい、英題：The Sweet Body of Deborah）は、1968年制作のイタリアのサスペンス映画。日本公開は1969年。

## 概要
ロモロ・グエリエリが監督を務めるエロティック・サスペンスであり、男と女の壮絶な騙し合いを描いた作品。主演女優であるキャロル・ベイカーがヌードシーンを披露してそのプロポーションを活かした作品として話題を呼んだ。イタリアで興行的成功を収めた一方でアメリカやイギリスではそれほど実績を残していない。
『課外授業』では少年に弄ばれる熟女のピアノ教師を演じて大人の色気を醸し出したキャロル・ベイカーであったが、この作品では清純な新妻を演じて可愛い印象を見せている。
テレビ放送版、日本版のDVDでは性的なシーンの多くがカットされているが、スウェーデン版DVDではそれらのシーンの多くがそのまま収録されている。

## ストーリー
美しくセクシーなアメリカ娘デボラはイタリア人のマルセルと結婚し、新婚旅行で彼の故郷であるジュネーヴを訪れる。そこで昔の友人フィリップに再会したマルセルは、元恋人のスーザンが自暴自棄になり、自殺したということを知る。その日を境に、幸せな2人の行く先々で怪奇な出来事が起こるようになり、繊細なデボラはだんだんと精神不安定になっていく。
前半はひたすらデボラとマルセルの新婚旅行が繰り広げられるが、そこにマルセルの昔の彼女の影が現われる。デボラの元へ脅迫電話がかかってくるなどしてデボラが追いつめられていき、精神安定剤の過剰摂取に至る描写がある。

## キャスト
- デボラ: キャロル・ベイカー（吹替: 二階堂有希子）
- マルセル: ジャン・ソレル
- ロバート: ジョージ・ヒルトン
- フィリップ: ルイージ・ピスティッリ
- 監視員: ミシェル・バルディネ
- 電話係: ミレラ・パンフィーリ
- 自動車修理工: ヴァレンティノ・マッキー
- 医師: ドメニコ・ラヴェンナ
- 電話の男: レナート・モンタルバーノ

※日本語吹替: テレビ版・初回放送1979年7月12日『木曜洋画劇場』